# Saint-Gineis-en-Coiron
Saint-Gineis-en-Coiron è un comune francese di 104 abitanti situato nel dipartimento dell'Ardèche della regione dell'Alvernia-Rodano-Alpi.

## Società

### Evoluzione demografica
Abitanti censiti